# Jitka Malczyk
Jitka Malczyk je česká houslistka s maďarskými kořeny, cestovatelka.

## Škola a život
Jitka Malczyk vystudovala Ježkovu konzervatoř a na Západočeské univerzitě v Plzni angličtinu a hudbu. Další studia absolvovala přímo u zdroje v Irsku, Anglii, Francii a dalších zemích. Jejím manželem je Daniel Malczyk, též houslista. Procestovala přes 50 zemí světa za účelem hudebního i dalšího poznávání.

## Hudba
Jitka Malczyk hraje autorskou hudbu inspirovanou různými hudebními styly, jako například Balkan Gypsy, Celtic, World Folk, Chanson Alternative. Mezi její nejznámější projekty patří Deliou – česko-francouzské duo s harfistkou Célestine Doedens z Bretaně. Společně nahrály dvě instrumentální alba Mezi listy (2013) a Ar Wenojenn (2018). Vytvořila duo s violloncelistou Vojtěchem Nejedlým pod názvem Arcos a také duo s kytaristou Vojtěchem Jindrou – instrumentální album Jitka Malczyk & Vojtěch Jindra – Neotrad (2016), jehož základem je keltská hudba. Společně složili hudbu a účinkovali v rytmikálu Hra tanečníka Andreje Mikulky.

### Další projekty
- Sarraf (2020–2022)
- Lua (2016–2020)
- Ballab (2016–2022)
- Lakuna  (2015–2022)
- Unreel  (2008–2011)
- Deneb (2006–2011)